# Satakunda museum

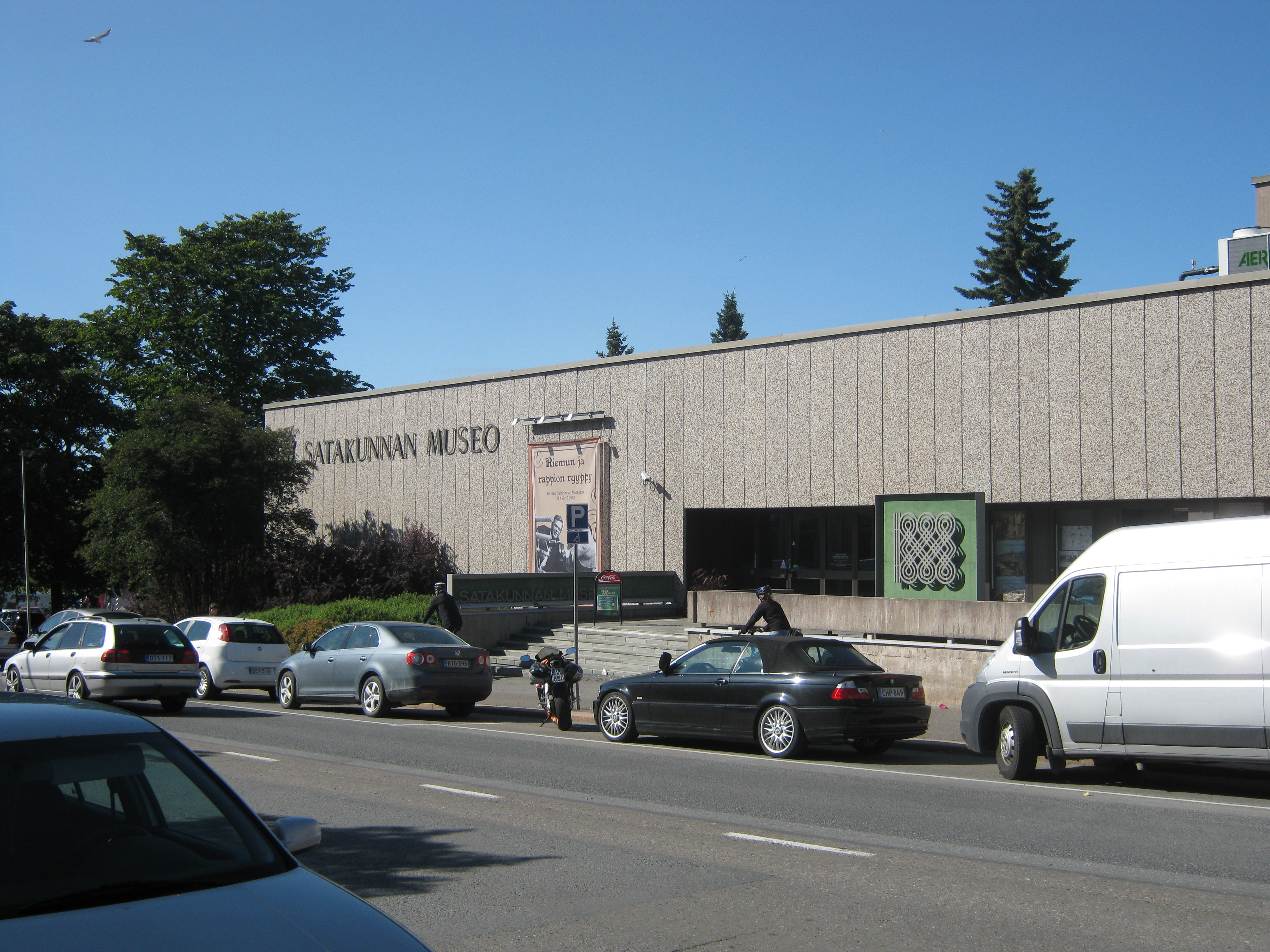
Satakunda museum

Satakunda museum är ett kulturhistoriskt museum i Björneborg. Det är också landskapsmuseum för det finländska landskapet Satakunta. Museet grundades 1888. Museets nuvarande byggnad stod klar år 1973 och ritades av Björneborgs stadsarkitekt Olaf Küttner.
I Satakunda museum ingår Rosenlewmuseet i Björneborg.